# Betty Cuthbert
Betty Cuthbert, właśc. Elizabeth Alyse Cuthbert (ur. 20 kwietnia 1938 w Merrylands, w Nowej Południowej Walii; zm. 6 sierpnia 2017 w Mandurah, w Australii Zachodniej) – australijska lekkoatletka, sprinterka.
Czterokrotna mistrzyni olimpijska: Melbourne 1956 – bieg na 100 metrów (11,5 s), bieg na 200 metrów (23,4 s – wyrównany rekord olimpijski) i sztafeta 4 × 100 metrów (44,5 s – rekord świata); Tokio 1964 – bieg na 400 metrów (52,0 s – rekord olimpijski). Jest najmłodszą lekkoatletką, która podczas igrzysk zdobyła złoty medal w biegu na 200 m – w Melbourne miała zaledwie 18 lat i 7 miesięcy. Szesnastokrotna rekordzistka świata: 2 razy na 200 m (do 23,2 w 1956 i 1960), 2 razy na 4 × 100 m (do 44,5 w 1956), raz w sztafecie 4 × 200 m (1:36,3 w 1956) i w biegu na 60 m (7,2 w 1960) oraz dziesięciokrotnie na dystansach jardowych.

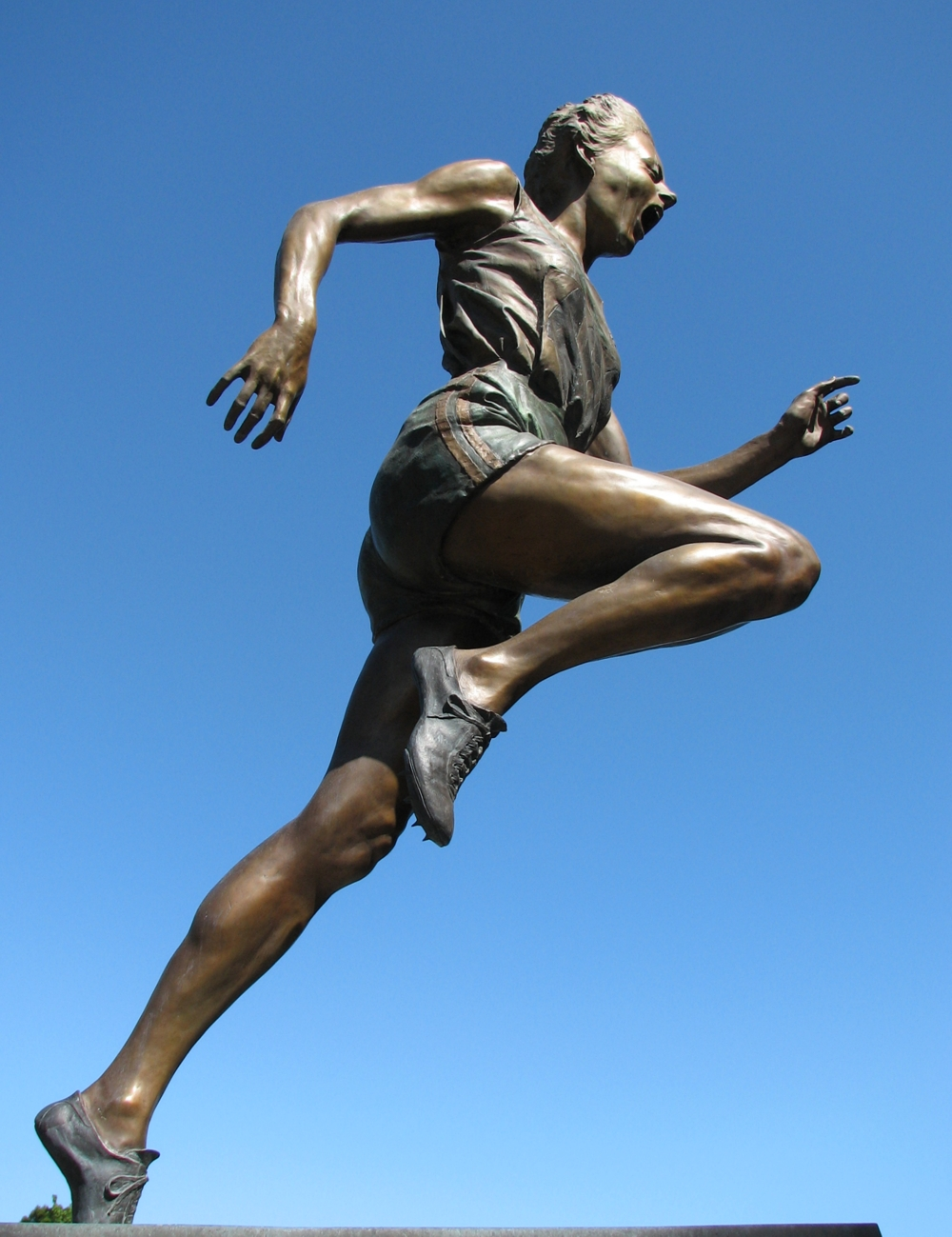
Pomnik Betty Cuthbert w Melbourne

Od 1969 chorowała na stwardnienie rozsiane. W 2000 na wózku inwalidzkim uczestniczyła w sztafecie z ogniem olimpijskim podczas otwarcia igrzysk w Sydney. W 2003 odsłoniła w Melbourne swój pomnik. Zmarła 6 sierpnia 2017 roku w Mandurah.